# 9-та окрема бригада спеціального призначення (СРСР)
9-та окрема бригада спеціального призначення (9 обр СпП, в/ч 83483) — формування військ спеціального призначення Радянської армії, що існувало у 1962—1992 роках.
Після розпаду СРСР бригада увійшла до складу Збройних сил України і з 2003 року була переформована як 50-й окремий навчальний загін спеціальної підготовки.

## Історія
9-та окрема бригада спеціального призначення (в/ч 83483) Київського військового округу була сформована в Кропивницькому згідно з Директивою ГШ ЗС СРСР від 10 вересня 1962 року.
Заходи з формування частини були розпочаті орггрупою на чолі підполковником Сафоновим Г. М. 15 жовтня 1962 року. Основою і організаційним ядром майбутньої частини став взвод СпП лейтенанта Рубцова В. А. військової частини 55576, який прибув до Кропивницького (Кіровограда) 12 листопада. А 15 листопада і 1 грудня Кіровоградським обласним військкоматом виділено на укомплектування бригади 30 новобранців молодого поповнення. Надалі укомплектування частини проводилось за рахунок частин Київського військового округу. Формування частини було закінчене 31 грудня 1962 року.
Першим командиром 9-ї обрсп став полковник Єгоров Л. С., начальником штабу — підполковник Сафонов О. М., начальником політвідділу — майор Смирнов С. М. (надалі генерал-лейтенант, начальник політвідділу повітряно-десантних військ), начальником тилу — підполковник Панаса М. І., начальником парашутно-десантної служби — капітан Докучаєв П. І., командирами загонів СпП — майор Бреславський В. Є., капітан Яковлєв С. О., капітан Чернуха В. М.
З 1 січня 1963 року особовий склад частини працював над створенням навчально-матеріальної бази, оснащенням казарменого та складського фонду, впорядкуванням військового містечка. А з 15 лютого 1963-го було розпочато заняття бойової підготовки згідно з планом підготовки частин спеціального призначення. Перші парашутні стрибки проведені 15 травня — 30 червня 1963 року на навчально-методичних зборах у Пскові. В місті постійної дислокації частини початок парашутним стрибкам покладено 28 жовтня того ж року з літака Ан-2. За 1963 навчальний рік було здійснено 1024 парашутних стрибки.

Отримання Бойового Прапора частини

У 1963 році частини було вручено Бойовий Прапор.
У 1965 році частина брала участь у дослідницьких навчаннях Ленінградського військового округу. Дії офіцерів і прапорщиків, всього особового складу 9-ї бригади були високо оцінені керівництвом навчань. За успіхи досягнуті у бойовій і політичній підготовці частина була нагороджена Грамотою Військової Ради Київського військового округу.
У 1967 році бригада брала участь у навчаннях «Дніпро» в ході яких відпрацьовувала організацію взаємодії з 6-ю гвардійською танковою армією.
У 1968 році частина визнана найкращою частиною серед частин спеціального призначення Київського округу.
У 1971 році загін СпП частини під командуванням підполковника Кузнецова С. С. був нагороджений перехідним призом Військової Ради Київського ВО.
У 1972 році за успіхи у бойовій і політичній підготовці частина нагороджена Ювілейним почесним знаком Верховної Ради СРСР.
У 1974 році на базі бригади проходили збори командирів частин спеціального призначення з показовим десантуванням розвідувальних груп.

Афганістан. Вивід групи на завдання

У період з 14 липня по 25 серпня 1980 року окремий загін спеціального призначення брав участь в навчаннях Прикарпатського військового округу «Карпати-80». В тил умовному противнику були десантовані 22 групи спеціального призначення. Навчання показали високу професійну підготовку та польову виучку офіцерів і прапорщиків, розвідників і радистів в діях на незнайомій місцевості в умовах обстановки, що швидко змінюється.
У серпні 1984 року на базі частини був сформований 668-й окремий загін спеціального призначення, який після підготовки та проведення бойового злагодження був направлений для виконання завдань в Демократичну Республіку Афганістан. «Інтернаціональний обов'язок» в Афганістані виконувало близько тисячі військовослужбовців — вихованців Кіровоградської бригади. Половину з них нагороджені орденами і медалями. У квітні 1989 року батальйон під командуванням кавалера ордена Червоного Прапора підполковника Горатенкова В. А. повернувся з Афганістану і влився в склад рідної бригади.
У 1990 році частина у повному складі виконувала завдання з локалізації міжетнічного конфлікту в Баку і Сумгаїті.
Від січня 1992 року перейшла під юрисдикцію України, а згодом на її основі сформовано 50-й окремий навчальний загін спеціальної підготовки.

## Структура
- управління, штаб бригади
- 1 батальйон спеціальної розвідки
  - рота спеціальної розвідки
  - рота спеціальної розвідки
  - рота спеціальної розвідки
  - рота зв'язку
- 2 батальйон спеціальної розвідки
- 668-й окремий загін спеціального призначення
- окремий загін спеціального призначення
- 9-та окрема рота мінування
  - взвод саперів спеціального призначення
  - взвод саперів спеціального призначення
  - взвод зв'язку спеціального призначення
- взвод спеціального озброєння
- рота матеріального забезпечення
- взвод матеріального забезпечення
- взвод десантного забезпечення
- автомобільний взвод

## Командування
- (1962—1966) підполковник Єгоров Леонід Сергійович
- (1966—1968) підполковник Павлов Вадим Олександрович
- (1968—1971) полковник Архірєев Василь Іванович
- (1971—1976) полковник Гришаков Олексій Михайлович
- (1976—1981) полковник Заболотний Олександр Олександрович
- (1981—1988) полковник Чмутин Анатолій Федорович
- (1988—1992) полковник Воронов Юрій Олександрович

## Зовнішні посилання
- 9th independent Special Forces Brigade GRU [Архівовано 14 серпня 2017 у Wayback Machine.] (англ.)
- 9 ОБрСпН ГРУ ГШ МО (В/ч: 83483) [Архівовано 17 серпня 2017 у Wayback Machine.]
- 9-а бригада СпП на сайті Клубу випускників РВВДКУ